# Павловичи (Московская область)
Павловичи — деревня в Талдомском районе Московской области Российской Федерации, в составе сельского поселения Гуслевское. Ранее относилась к Александровскому уезду Владимирской губернии. Также была административным центром Павловического сельского округа, упразднённого после муниципальной реформы 2006 года и вошедшего в состав сельского поселения. Население — 964 чел. (2010).
Деревня имеет общую административную границу с деревней Бардуково и Новой.

## История

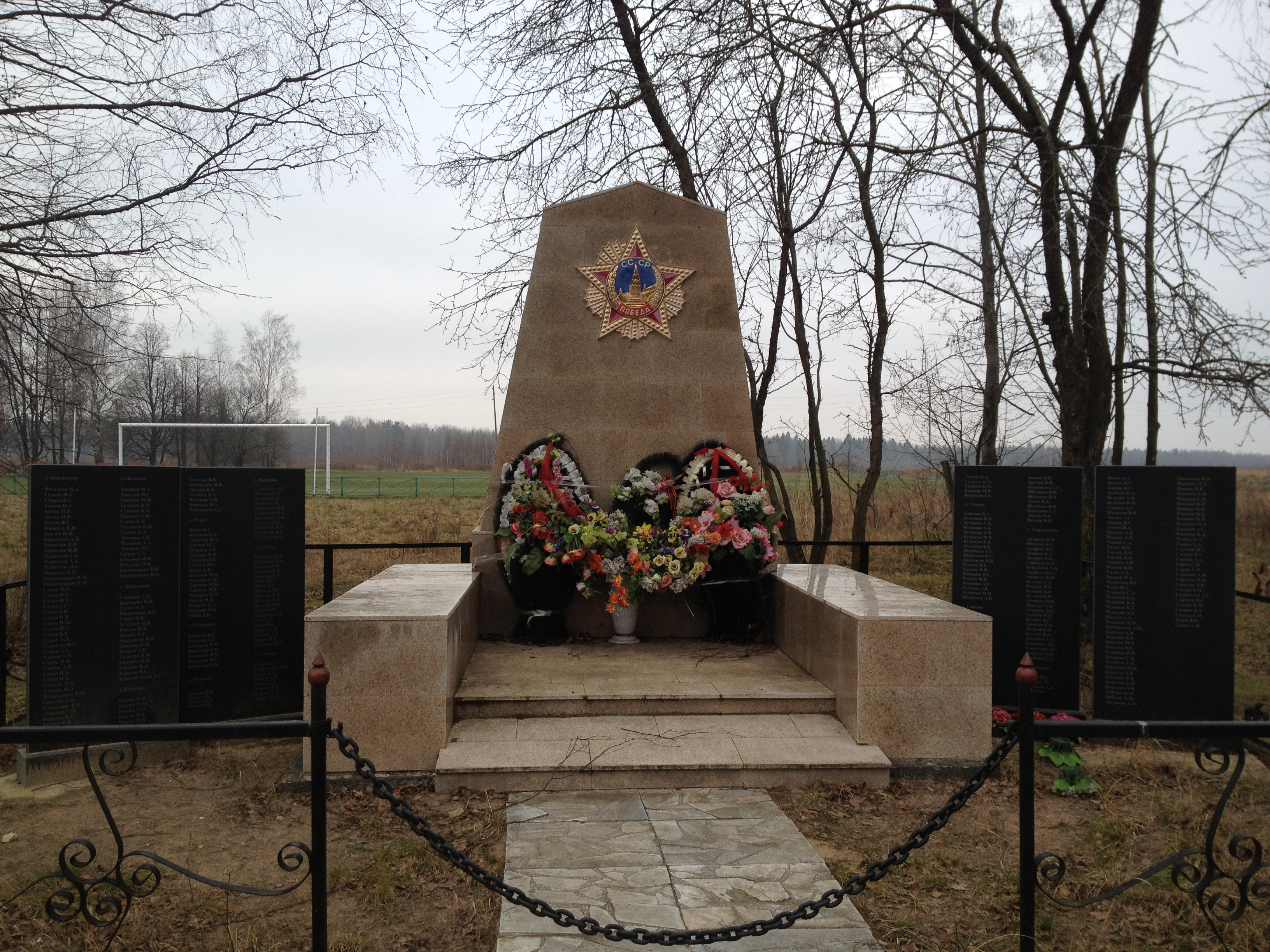
Мемориальный камень

Спецификой распределения рабочей силы по отраслям производства деревня Павловичи несколько отличалась от других селений нынешнего Талдомского района. Здесь жили и башмачники. Они обнищали до такой степени, что уходили на заработки в другие деревни, поручив женам и детям заниматься земледелием. Часть населения работала на кузнецовской фарфоровой фабрике в Вербилках. Среди павловических богачей славились братья Василий и Павел Серовы, которые имели 1000 десятин леса и торговали им. После отмены крепостного права в 1861 году быстро стали развиваться промыслы, особенно башмачный (из 22 хозяйств башмачнили 13 хозяйств), а также торговля. У церкви Николо-Перевоз два раза в год устраивались ярмарки, где крестьяне продавали косы, грабли, телеги, упряжь, гончарные изделия, скот, детские игрушки, сладости. Здесь была чайная К. Кашехлебова, постоялый двор. Крестьяне села Павловичи приезжали сюда как покупатели и как торговцы. Духовную пищу павловическим крестьянам давали церковь Благовещения да один раз в месяц попадавшая в деревню газета «Сельский вестник».
Накануне революции в Павловичах насчитывалось 48 крестьянских дворов, 229 человек населения, в том числе мужчин — 112, женщин — 117 человек. Восемь хозяйств не имели надела земли. В 1928 году скооперировались кустари, занимавшиеся шитьем обуви, из деревень Павловичи, Гуслево, Семёновское, Головково, Стариково. Артель имела четыре мастерские, 326 членов. За год артель вырабатывала продукции на сумму 468 тысяч рублей (в ценах 1931 года). В годы коллективизации на территории Павловического сельского Совета возникло более 10 колхозов и коммуна «Центральная». Потом все хозяйства зоны Павловического сельского Совета объединились в один колхоз — сельхозартель «Дубна», который считался одним из передовых хозяйств района.
В годы войны из Павловичей на защиту Родины встали 55 человек.

## Население
Изменение численности населения по данным переписей и ежегодных оценок:
| 1859 | 1905 | 1926 | 2002 | 2006 | 2010 |
| ---- | ---- | ---- | ---- | ---- | ---- |
| 198  | ↗298 | ↘243 | ↗821 | ↗902 | ↗964 |

## Образование
В Павловичах располагается средняя общеобразовательная школа на 240 мест, основанная в 1990 году. После закрытия Новогуслевской начальной школы в 2010 году данная школа стала единственной для ближайших деревень Нушполы, Семёновское, Новая и самого села Новогуслево. Здание школы двухэтажное, имеется пятнадцать классов, спортивный и актовый залы, большие школьные мастерские, компьютерный класс и столовая. Сама история школы начинается в 1821 году, когда при церкви Благовещение открылась трёхлетняя церковно-приходская школа, число учащихся в 1892—1893 учебном году, было 37 человек из деревень, входящих в приход. В 1917 году церковно-приходская школа прекратила свою работу. В 1918 году в самом большом доме деревни открылась сельская начальная школа. Далее в 1939 году в Павловичах построили семилетнюю школу, в которой проучилось несколько поколений до открытия современного здания.

## Церковь

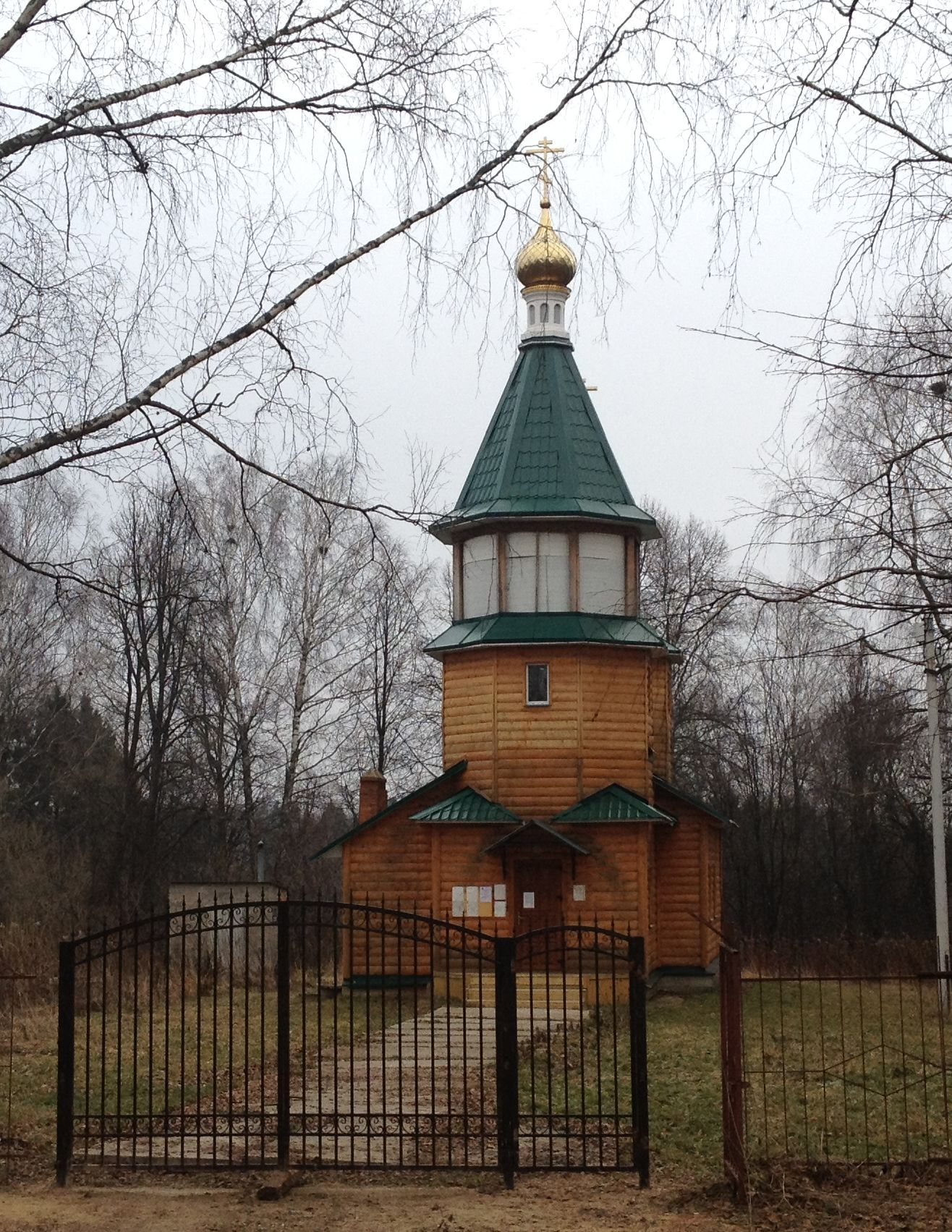

В 2006 году была построена деревянная Церковь-часовня Благовещения Пресвятой Богородицы в Павловичах с восьмигранным куполом и шатровой колокольней. Возведена на месте центральной усадьбы совхоза, освящена в память бывшей церкви Благовещенского погоста. В 1990-х годах в Павловичах существовал домовой храм.